# Sandvig (Havnbjerg Sogn)
 For alternative betydninger, se Sandvig. (Se også artikler, som begynder med Sandvig)
Sandvig (tysk: Sandwig) er et vandområde i Als Fjord syd for Brandsbøl. Katmose bæk har udløb i Sandvig. 
Sandvig ligger i læ af Als og Sundeved og det er forholdsvis dybt. Området har derfor tidligere været anvendt til oplægning af skibe, når raterne på fragtmarkedet har været for lave. 
|  | Denne artikel om lokaliteten Sandvig (Havnbjerg Sogn) kan blive bedre, hvis der indsættes et (bedre) billede. Du kan hjælpe ved at afsøge Wikimedia Commons for et passende billede eller lægge et op på Wikimedia Commons med en af de tilladte licenser og indsætte det i artiklen. |

55°00′24″N 9°46′58″Ø / 55.00661°N 9.7827°Ø